# Лорд Семпилл
Лорд Семпилл (иногда Семпл или Семпхилл) (англ. Lord Sempill) — аристократический титул в системе Пэрства Шотландии. Он был создан в 1489 году для сэра Джона Семпилла (ум. 1513), основателя коллегиальной школы Лохвиннох. Лорды Семпилл являются вождями одноименного шотландского клана.

## История

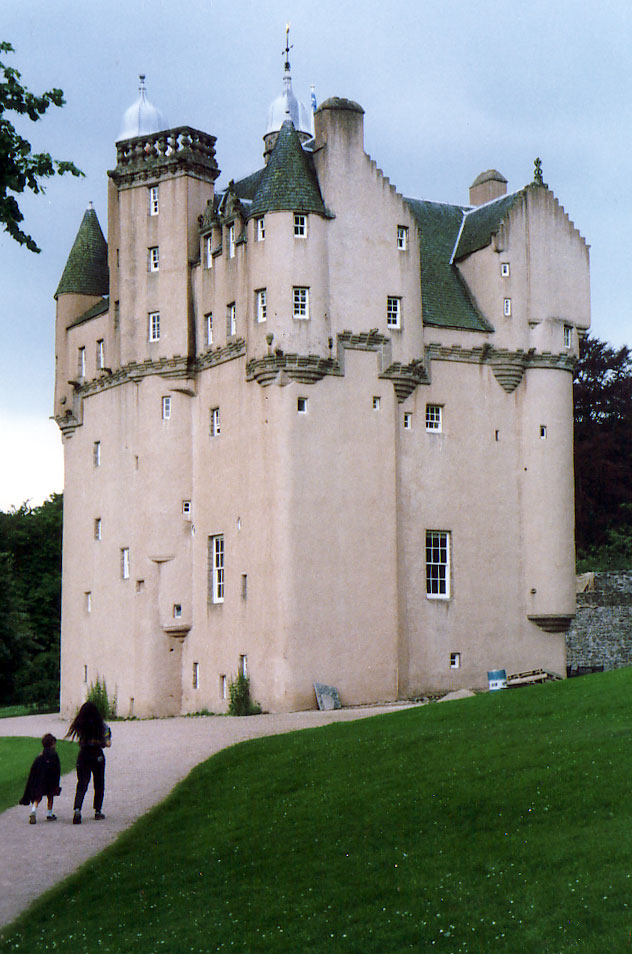
Замок Крэгивар, резиденция семьи Форбс

Джон Семпилл, 1-й лорд, был убит в битве при Флоддене в 1513 году. Его внук, Роберт Семпилл, 3-й лорд Семпилл (ок. 1505—1576), был известен как «великий лорд Семпилл». Его внук, Роберт Семпилл, 4-й лорд Семпилл (ум. 1611), был послом короля Шотландии Якова VI в Испании в 1596 году. В 1684 году после смерти его правнука, Фрэнсиса Семпилла, 8-го лорда Семпилла (1660—1684), мужская линия рода угасла. Титул унаследовала его сестра Энн Семпилл, 9-я леди Семпилл (ум. 1695), жена Роберта Аберкромби, который в 1685 году получил пожизненный титул лорда Глассфорда. В 1688 году она получила новый устав, согласно которому, при отсутствии у неё мужских потомков, лордство может унаследовать любой будущий муж одной из её дочерей. Её младший сын, Хью Семпилл, 12-й лорд Семпилл (1688—1746), командовал левым крылом королевской армии в битве при Каллодене в 1746 году.
Его правнук, Селкирк Семпилл, 15-й лорд Семпилл (1788—1835), скончался в 1835 году неженатым. Ему наследовала его младшая сестра, Мэри Джейн Семпилл, 16-я леди Семпилл (1790—1884), жена Эдварда Чандлера. В 1853 году они оба получили королевское разрешение на фамилию и герб «Семпилл». У них не было детей, Мэри наследовал её двоюродный брат, сэр Уильям Форбс, 8-й баронет из Крэгивара (1836—1905), который стал 17-м лордом Семпиллом. Он был внуком достопочтенной Сары Семпилл, старшей дочери 13-го лорда Семпилла. В 1885 году он получил королевское разрешение на дополнительную фамилию «Семпилл». Его сын, Джон Форбс-Семпилл, 18-й лорд Семпилл (1863—1934), заседал в Палате лордов Великобритании в качестве шотландского пэра-представителя с 1910 по 1934 год. Его сын, Уильям Фрэнсис Форбс-Семпилл, 19-й лорд Семпилл (1893—1965), как известно, являлся пионером авиации, который продал государственную тайну Японии до Второй мировой войны. Он также был шотландским пэром-представителем в Палате лордов с 1935 по 1963 год, когда все шотландские пэры получили автоматическое место в Палате лордов. У него была одна дочь.

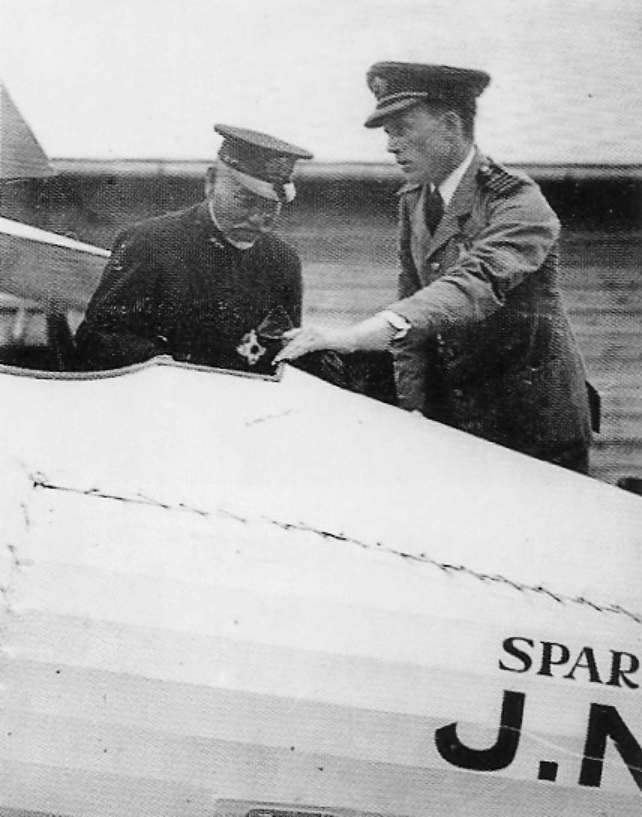
Капитан Уильям Фрэнсис Форбс-Семпилл, будущий 19-й лорд Семпилл, показывает британский самолет японскому адмиралу Того Хэйхатиро, 1921 год

Его отец, 18-й лорд Семпилл, был отцом четырёх детей: 19-го лорда и трёх дочерей. Самая младшая из дочерей, Элизабет Форбс-Семпилл родилась 6 сентября 1912 года. После смерти её отца и старшего брата она получила в управление имения Финтрей и Крэгивар. В 1952 году Элизабет перерегистрировалась и стала мужчиной Эваном Форбс-Семпиллом. После смерти 19-го лорда Семпилла в 1965 году титулы баронета и лорда были разделены. Лордство унаследовала его дочь Энн Форбс-Семпилл, 20-я леди Семпилл (1920—1995), а вышеупомянутый Эван Форбс-Семпилл после двухлетнего судебного процесса приобрел титул баронета из Крэгивара. После его смерти титул баронета унаследовал его двоюродный брат, сэр Джон Александр Камнок Форбс-Семпилл (1927—2000).
Первым мужем Энн Форбс-Семпилл, 20-й леди Семпилл, был капитан Эрик Холт. После развода она вторично вышла замуж за Стюарта Уайтмора Чанта (ум. 1991), который в 1966 году получил дополнительную фамилию «Семпилл». По состоянию на 2010 год носителем титула являлся старший сын леди Семпилл от второго брака, Джеймс Уильям Стюарт Уайтмор Семпилл, 21-й лорд Семпилл (род. 1949), который сменил свою мать в 1995 году.

## Лорды Семпилл (ок. 1489)
- 1489—1513: Джон Семпилл, 1-й лорд Семпилл[англ.] (ум. 9 сентября 1513), сын сэра Томаса Семпилла (ум. 1488) и Элизабет Росс
- 1513—1552: Уильям Семпилл, 2-й лорд Семпилл[англ.] (ум. 3 июня 1552), сын предыдущего
- 1552—1576: Роберт Семпилл, 3-й лорд Семпилл[англ.] (ок. 1505—1576), старший сын предыдущего
- 1576—1611: Роберт Семпилл, 4-й лорд Семпилл[англ.] (ум. 25 марта 1611), сын Роберта Семпилла, мастера Семпилла (ум. 1569), внук предыдущего
- 1611—1639: Хью Семпилл, 5-й лорд Семпилл (1592 — 19 сентября 1639), второй сын предыдущего
- 1639—1644: Фрэнсис Семпилл, 6-й лорд Семпилл (ок. 1622 — 3 ноября 1644), старший сын предыдущего от второго брака
- 1644—1675: Роберт Семпилл, 7-й лорд Семпилл (ум. январь 1675), младший брат предыдущего
- 1675—1684: Фрэнсис Семпилл, 8-й лорд Семпилл (ок. 1660 — 4 апреля 1684), сын предыдущего
- 1684—1695: Энн Аберкромби, 9-я леди Семпилл (ум. 1695), сестра предыдущего
- 1695—1716: Фрэнсис Семпилл, 10-й лорд Семпилл (ок. 1685 — август 1716), пятый сын Фрэнсиса Аберкромби, лорда Глассфорда (1654—1703), и леди Энн Семпилл, дочери Роберта Семпилла, 7-го барона Семпилла
- 1716—1727: Джон Семпилл, 11-й лорд Семпилл (ум. 17 февраля 1727), младший брат предыдущего
- 1727—1746: Хью Семпилл, 12-й лорд Семпилл[англ.] (16 мая 1688 — 25 ноября 1746), младший брат предыдущего
- 1746—1782: Джон Семпилл, 13-й лорд Семпилл (ум. 15 января 1782), старший сын предыдущего
- 1782—1830: Хью Семпилл, 14-й лорд Семпилл (1 июля 1758 — 25 января 1830), единственный сын предыдущего
- 1830—1835: Селкирк Семпилл, 15-й лорд Семпилл (12 февраля 1788 — 4 мая 1835), сын предыдущего
- 1835—1884: Мэри Джейн Семпилл, 16-я леди Семпилл (1790 — 5 сентября 1884), младшая сестра предыдущего
- 1884—1905: Уильям Форбс-Семпилл, 17-й лорд Семпилл[англ.] (20 мая 1836 — 21 июля 1905), старший сын сэра Джона Форбса, 7-го баронета из Крэгивара (1785—1846) и достопочтенной Шарлотты Элизабет Форбс (1801—1883), внук сэра Уильяма Форбса, 5-го баронета из Крэгивара, и достопочтенной Сары Сепмпилл (1762—1799), дочери Джона Семпилла, 13-го лорда Семпилла
- 1905—1934: Джон Форбс-Семпилл, 18-й лорд Семпилл[англ.] (21 августа 1863 — 28 февраля 1934), старший сын предыдущего от второго брака
- 1934—1965: Уильям Фрэнсис Форбс-Семпилл, 19-й лорд Семпилл[англ.] (24 сентября 1893 — 30 декабря 1965), старший сын предыдущего
- 1965—1995: Энн Мойра Форбс-Семпилл, 20-я леди Семпилл (19 марта 1920—1995), старшая дочь предыдущего от первого брака
- 1995 — настоящее время: Джеймс Уильям Стюарт Уайтмор Семпилл, 21-й лорд Семпилл (род. 25 февраля 1949), старший сын предыдущей от второго брака
  - Наследник титула: Фрэнсис Генри Уильям Семпилл (род. 4 января 1979), единственный сын предыдущего.